# Desprescrição
Desprescrição é uma ação planejada e supervisionada de interrupção do uso ou redução da dose de um medicamento com a intenção de melhorar a qualidade de vida do indivíduo e diminuir os riscos de efeitos adversos. É realizada com o apoio de profissionais de saúde e, em geral, em casos de drogas com maior potencial de causar danos, que não promovem benefícios à saúde da pessoa ou que são inapropriadas para a sua situação atual. A desprescrição é útil para reduzir a polifarmácia e seus efeitos deletérios.